# Ľubomír Kolník
Ľubomír Kolník (* 23. Januar 1968 in Nitra, Tschechoslowakei) ist ein ehemaliger slowakischer Eishockeyspieler, der in seiner aktiven Zeit von 1986 bis 2009 sowohl national als auch international sehr erfolgreich war.

## Karriere

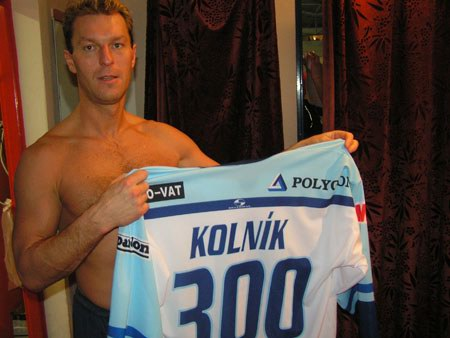
Ľubomír Kolník mit dem Trikot für sein 300. Tor in der slowakischen Extraliga

Ľubomír Kolník begann seine Karriere als Eishockeyspieler in seiner Heimatstadt in der Nachwuchsabteilung des HK Nitra. Für die erste Mannschaft des Vereins gab er in der Saison 1986/87 sein Debüt in der zweithöchsten tschechoslowakischen Spielklasse, der 1. Slovenská národná hokejová liga. In seinem Rookiejahr erzielte er dabei 18 Tore und 14 Vorlagen. Zur folgenden Spielzeit wechselte der Center zum HC Dukla Trenčín in die 1. Liga, die höchste Spielklasse der Tschechoslowakei im Eishockey. Dort konnte er sich auf Anhieb ebenfalls durchsetzen und konnte sich in seinen ersten Jahren bei seinem neuen Verein kontinuierlich steigern. Im Anschluss an die Saison 1989/90, in der er in 53 Spielen 37 Tore und 25 Vorlagen erzielt hatte, wurden Scouts aus Nordamerika auf ihn aufmerksam. Schließlich wurde er im NHL Entry Draft 1990 in der sechsten Runde als insgesamt 116. Spieler von den New Jersey Devils ausgewählt, die ihn anschließend allerdings nicht unter Vertrag nahmen. Stattdessen blieb er beim HC Dukla Trenčín, für den er in der Saison 1990/91 einen neuen persönlichen Rekord aufstellte, als er in insgesamt 58 Spielen 79 Scorerpunkte erzielte, davon 39 Tore. In der folgenden Spielzeit gewann er mit seiner Mannschaft den tschechoslowakischen Meistertitel. Zwar konnte er in der Hauptrunde zunächst nicht an die Punkteausbeute der vorherigen beiden Jahre anknüpfen, jedoch war er mit sieben Toren und elf Vorlagen bei seinen 18 Playoff-Einsätzen ein Garant für das Erreichen der Meisterschaft.
Im Anschluss an den Meistertitel mit Trenčín suchte Kolník eine neue Herausforderung und schloss sich JoKP Joensuu aus der I-divisioona, der zweiten finnischen Spielklasse, an. Bei den Finnen erzielte er in seiner ersten Spielzeit im Ausland im Schnitt beinahe zwei Scorerpunkte pro Spiel und beendete die Saison mit 84 Scorerpunkten in 44 Partien. Mit JoKP qualifizierte er sich für die Relegation um den Aufstieg in die SM-liiga, konnte sich in dieser jedoch mit seinem Team nicht durchsetzen. Auch die Saison 1993/94 begann der Linksschütze bei JoKP Joensuu in der I-divisioona, wobei er in 22 Spielen 40 Scorerpunkte erzielte. Somit konnte er sich für einen Vertrag bei Lukko Rauma aus der SM-liiga, der höchsten finnischen Spielklasse, empfehlen. Bei Lukko Rauma stellte er sein Talent auch in einer der stärksten europäischen Ligen unter Beweis. In insgesamt 34 Spielen erzielte er 14 Tore und zehn Vorlagen. Die Saison 1994/95 verbrachte der Slowake in seiner Heimat bei seinem Ex-Verein HC Dukla Trenčín, für den er in der nach der Teilung der Tschechoslowakei entstandenen slowakischen Extraliga auf dem Eis stand. Erneut gehörte er sowohl teamintern, als auch ligaweit zu den Topscorern und steuerte in 36 Spielen 54 Scorerpunkte bei. Anschließend nahm er noch einmal die Herausforderung SM-liiga an, in der er in der Saison 1995/96 für Kiekko-Espoo spielte.
Von 1996 bis 2001 lief Kolnik für das slowakische Spitzenteam HC Slovan Bratislava auf. Mit dem Hauptstadtklub gewann er in den Spielzeiten 1997/98 und 1999/2000 jeweils den nationalen Meistertitel. Finalgegner waren der TJ VSŽ Košice und der HKm Zvolen. Gegen Košice unterlag der langjährige slowakische Nationalspieler und Olympiateilnehmer von 1994 und 1998 zudem in der Saison 1998/99 erst im Playoff-Finale, wobei Bratislava Heimrecht hatte. Von 2001 bis 2003 spielte er je ein Jahr lang für seinen Heimatverein HK Nitra sowie den HKm Zvoeln in der slowakischen Extraliga. Ab der Saison 2003/04 lief er dauerhaft für den HK Nitra auf. Mit diesem belegte er in der Saison 2005/06 den ersten Platz nach der Hauptrunde, woran er mit 28 Toren als bester Torschütze der Liga großen Anteil hatte. In den Playoffs schied er mit Nitra im Halbfinale gegen den späteren Meister MsHK Žilina mit 2:4 Siegen in der Best-of-Seven-Serie aus. Nachdem er auch die Saison 2008/09 in Nitra begonnen hatte, wechselte er zum Ligarivalen HK 36 Skalica. Mit nur einem Tor und drei Vorlagen in 20 Extraliga-Spielen für beide Vereine, blieb der Routinier jedoch weit hinter seinen früheren Leistungen zurück. Daher schloss er sich dem Zweitligisten HK Nové Zámky an, für den er bis Saisonende in 13 Spielen 20 Scorerpunkte, davon elf Tore, erzielte. Anschließend beendete er seine Karriere im Alter von 41 Jahren.

### International
Für die tschechoslowakische Nationalmannschaft spielte Kolník erstmals bei der Weltmeisterschaft 1991 in Finnland. Im Turnierverlauf belegte er mit seiner Mannschaft den sechsten Platz (bei acht Teilnehmern), wodurch die Tschechoslowakei in der parallel letztmals berechneten Wertung für die Eishockey-Europameisterschaft den vierten von sechs Plätzen belegte. Hierbei wurden nur die Duelle zwischen den europäischen WM-Teilnehmern gewertet. Er selbst erzielte in zehn Spielen zwei Tore und eine Vorlage. Im August und September des gleichen Jahres trat er seiner Mannschaft beim Canada Cup an. Bei der fünften Austragung des Turnieres, welches in der Saisonvorbereitung stattfand und daher im Gegensatz zu den Weltmeisterschaften, die mit dem Spielbetrieb der National Hockey League kollidierten, hochkarätig besetzt war, kam er mit der tschechoslowakischen Nationalmannschaft nicht über den sechsten und somit letzten Platz hinaus. Beim einzigen Sieg seines Teams im Turnierverlauf erzielte er das zwischenzeitliche 1:0 beim 5:2-Erfolg gegen die Sowjetunion. Dies war in fünf Spielen auch sein einziger Torerfolg.
Nach der Teilung der Tschechoslowakei lief Kolník für die neu gegründete slowakische Nationalmannschaft auf. Mit sechs Scorerpunkten, davon vier Tore, in vier Spielen beim Qualifikationsturnier hatte er entscheidenden Anteil daran, dass die Slowakei die Olympischen Winterspiele 1994 im norwegischen Lillehammer erreichte. Bei den Olympischen Winterspielen konnte er mit vier Toren und einer Vorlage in fünf Spielen ebenfalls überzeugen und erreichte mit der erst ein Jahr zuvor gegründeten slowakischen Nationalmannschaft einen respektablen sechsten Platz. Bei den Weltmeisterschaften musste die Mannschaft jedoch wieder in der letzten WM-Stufe beginnen, da die tschechische Eishockeynationalmannschaft offiziell die Nachfolge der tschechoslowakischen Auswahl antrat. Hier gelang dem Stürmer mit seinen Teamkollegen bei den Austragungen 1994 und 1995 der direkte Durchmarsch in die A-Weltmeisterschaft. Bei den A-Weltmeisterschaften selbst belegte Kolník mit der Slowakei bei den Turnieren 1996, 1997 und 1999 jeweils eine Platzierung im unteren Mittelfeld. Darüber hinaus trat er mit seinem Team 1996 beim World Cup of Hockey, dem Nachfolgeturnier des Canada Cup, an. Dort wurde die Slowakei zusammen mit Russland dem North American Pool zugeteilt und verlor alle drei Spiele. Bei der knappen 2:3-Niederlage gegen den späteren Finalisten Kanada erzielte er die zwischenzeitliche 2:1-Führung. Bei den Olympischen Winterspielen 1998 in Nagano belegte er mit der Slowakei den zehnten Platz. Er selbst blieb in vier Spielen punktlos und erhielt zwei Strafminuten.
Insgesamt bestritt Kolník für die Tschechoslowakei und die Slowakei zusammen 61 offizielle Länderspiele. Dabei erzielte er 19 Tore und bereitete 15 vor. Zudem erhielt er insgesamt 22 Strafminuten.

## Erfolge und Auszeichnungen
- 1992 Tschechoslowakischer Meister mit dem HC Dukla Trenčín
- 1998 Slowakischer Meister mit dem HC Slovan Bratislava
- 1999 Slowakischer Vizemeister mit dem HC Slovan Bratislava
- 2000 Slowakischer Meister mit dem HC Slovan Bratislava
- 2006 Bester Torschütze der Extraliga

### International
- 1994 Aufstieg in die B-Weltmeisterschaft bei der C-Weltmeisterschaft
- 1995 Aufstieg in die A-Weltmeisterschaft bei der B-Weltmeisterschaft

## Karrierestatistik
| 1986/87                | HK Nitra               | 1. SNHL                |     | 18  | 14  | 32  |     |    |    |    |    |    |
| 1987/88                | HC Dukla Trenčín       | 1. Liga                | 42  | 14  | 8   | 22  | 10  |    |    |    |    |    |
| 1988/89                | HC Dukla Trenčín       | 1. Liga                | 27  | 7   | 5   | 12  | 8   | 9  | 3  | 2  | 5  |    |
| 1989/90                | HC Dukla Trenčín       | 1. Liga                | 53  | 37  | 25  | 62  |     |    |    |    |    |    |
| 1990/91                | HC Dukla Trenčín       | 1. Liga                | 52  | 38  | 37  | 75  | 12  | 6  | 1  | 3  | 4  | 0  |
| 1991/92                | HC Dukla Trenčín       | 1. Liga                | 37  | 19  | 12  | 31  |     | 12 | 7  | 11 | 18 |    |
| 1992/93                | JoKP Joensuu           | I-divisioona           | 44  | 46  | 38  | 84  | 26  |    |    |    |    |    |
| 1993/94                | JoKP Joensuu           | I-divisioona           | 22  | 23  | 17  | 40  | 14  |    |    |    |    |    |
| 1993/94                | Lukko Rauma            | SM-liiga               | 25  | 10  | 10  | 20  | 10  | 9  | 4  | 0  | 4  | 2  |
| 1994/95                | HC Dukla Trenčín       | Extraliga Svk          | 36  | 31  | 23  | 54  | 24  |    |    |    |    |    |
| 1995/96                | Kiekko-Espoo           | SM-liiga               | 47  | 13  | 12  | 25  | 43  |    |    |    |    |    |
| 1996/1997              | HC Slovan Bratislava   | Extraliga Svk          | 48  | 34  | 29  | 63  | 12  |    |    |    |    |    |
| 1997/1998              | HC Slovan Bratislava   | Extraliga Svk          | 45  | 24  | 26  | 50  | 8   |    |    |    |    |    |
| 1998/1999              | HC Slovan Bratislava   | Extraliga Svk          | 48  | 27  | 27  | 54  | 10  |    |    |    |    |    |
| 1999/00                | HC Slovan Bratislava   | Extraliga Svk          | 66  | 33  | 26  | 59  | 34  |    |    |    |    |    |
| 2000/01                | HC Slovan Bratislava   | Extraliga Svk          | 56  | 28  | 24  | 52  | 24  |    |    |    |    |    |
| 2001/02                | HK Nitra               | Extraliga Svk          | 52  | 24  | 10  | 34  | 22  |    |    |    |    |    |
| 2002/03                | HKm Zvolen             | Extraliga Svk          | 54  | 24  | 26  | 50  | 20  |    |    |    |    |    |
| 2003/04                | HK Nitra               | Extraliga Svk          | 54  | 18  | 13  | 31  | 18  |    |    |    |    |    |
| 2004/05                | HK Nitra               | Extraliga Svk          | 53  | 19  | 18  | 37  | 31  | 5  | 2  | 1  | 3  | 0  |
| 2005/06                | HK Nitra               | Extraliga Svk          | 54  | 28  | 20  | 48  | 42  | 13 | 5  | 3  | 8  | 16 |
| 2006/07                | HK Nitra               | Extraliga Svk          | 54  | 22  | 19  | 41  | 62  | 6  | 1  | 2  | 3  | 2  |
| 2007/08                | HK Nitra               | Extraliga Svk          | 54  | 12  | 13  | 25  | 73  |    |    |    |    |    |
| 2008/09                | HK Nitra               | Extraliga Svk          | 10  | 1   | 3   | 4   | 6   |    |    |    |    |    |
| 2008/09                | HK 36 Skalica          | Extraliga Svk          | 10  | 0   | 0   | 0   | 4   |    |    |    |    |    |
| 2008/09                | HK Nové Zámky          | 1. Liga Svk            | 13  | 11  | 9   | 20  | 34  |    |    |    |    |    |
| SM-liiga gesamt        | SM-liiga gesamt        | SM-liiga gesamt        | 72  | 23  | 22  | 45  | 53  | 9  | 4  | 0  | 4  | 2  |
| I-divisioona gesamt    | I-divisioona gesamt    | I-divisioona gesamt    | 66  | 69  | 55  | 124 | 40  | –  | –  | –  | –  | –  |
| 1. Liga (Cze) gesamt   | 1. Liga (Cze) gesamt   | 1. Liga (Cze) gesamt   | 211 | 115 | 87  | 202 | 30  | 27 | 11 | 16 | 27 | 0  |
| Extraliga (Svk) gesamt | Extraliga (Svk) gesamt | Extraliga (Svk) gesamt | 691 | 325 | 277 | 602 | 390 | 24 | 8  | 6  | 14 | 18 |

### International
| Vertrat die Tschechoslowakei bei: - A-Weltmeisterschaft 1991 - Canada Cup 1991 | Vertrat die Slowakei bei: - Olympiaqualifikation 1993 - Olympische Winterspiele 1994 - C-Weltmeisterschaft 1994 - B-Weltmeisterschaft 1995 - A-Weltmeisterschaft 1996 - World Cup of Hockey 1996 - A-Weltmeisterschaft 1997 - Olympische Winterspiele 1998 - A-Weltmeisterschaft 1999 |

| Jahr          | Team             | Veranstaltung |    | GP | G  | A  | Pts | PIM |
| ------------- | ---------------- | ------------- | -- | -- | -- | -- | --- | --- |
| 1991          | Tschechoslowakei | A-WM          | 10 | 2  | 1  | 3  | 0   |     |
| 1991          | Tschechoslowakei | CC            | 5  | 1  | 0  | 1  | 2   |     |
| 1993          | Slowakei         | Olympia-Qual. | 4  | 4  | 2  | 6  | 0   |     |
| 1994          | Slowakei         | Olympia       | 8  | 4  | 1  | 5  | 2   |     |
| 1994          | Slowakei         | C-WM          | 1  | 0  | 0  | 0  | 0   |     |
| 1995          | Slowakei         | B-WM          | 7  | 6  | 5  | 11 | 0   |     |
| 1996          | Slowakei         | A-WM          | 5  | 0  | 2  | 2  | 4   |     |
| 1996          | Slowakei         | WCup          | 3  | 1  | 0  | 1  | 0   |     |
| 1997          | Slowakei         | A-WM          | 8  | 2  | 2  | 4  | 4   |     |
| 1998          | Slowakei         | Olympia       | 4  | 0  | 0  | 0  | 2   |     |
| 1999          | Slowakei         | A-WM          | 6  | 3  | 2  | 5  | 8   |     |
| Herren gesamt | Herren gesamt    | Herren gesamt | 61 | 19 | 15 | 34 | 22  |     |

(Legende zur Spielerstatistik: Sp oder GP = absolvierte Spiele; T oder G = erzielte Tore; V oder A = erzielte Assists; Pkt oder Pts = erzielte Scorerpunkte; SM oder PIM = erhaltene Strafminuten; +/− = Plus/Minus-Bilanz; PP = erzielte Überzahltore; SH = erzielte Unterzahltore; GW = erzielte Siegtore; 1 Play-downs/Relegation; Kursiv: Statistik nicht vollständig)